# Pervaja Liga 1953
In 1953 werd de veertiende editie van de Pervaja Liga gespeeld, de tweede hoogste divisie voor voetbalclubs uit de Sovjet-Unie. In deze tijd heette de competitie nog Klasse B. De competitie werd gespeeld van 2 mei tot 11 oktober. Dinamo Minsk werd kampioen.

## Eerste fase
De eerste twee van elke groep werden in de tweede fase samen ingedeeld in één groep voor de titel. Daarna gingen de derdes van elke groep naar een nieuwe groep voor de plaatsen 7 tot 9 en zo per plaats verder tot plaats 25-27.

### Zone I
DO Tbilisi en DO Tasjkent werden uit de competitie gezet. Spartak Tasjkent nam de plaats van DO in. 
| Plaats | Club              | Wed. | W  | G | V  | Saldo | Ptn. |
| ------ | ----------------- | ---- | -- | - | -- | ----- | ---- |
| 1.     | Spartak Tbilisi   | 15   | 10 | 4 | 1  | 42:12 | 24   |
| 2.     | Dinamo Jerevan    | 15   | 9  | 3 | 3  | 24:17 | 21   |
| 3.     | Torpedo Rostov    | 15   | 8  | 3 | 4  | 33:18 | 19   |
| 4.     | Neftjanik Bakoe   | 15   | 7  | 3 | 5  | 36:17 | 17   |
| 5.     | Dinamo Alma-Ata   | 15   | 7  | 2 | 6  | 27:18 | 16   |
| 6.     | Spartak Asjchabad | 15   | 7  | 0 | 8  | 21:38 | 14   |
| 7.     | Spartak Tasjkent  | 8    | 3  | 1 | 4  | 8:11  | 7    |
| 8.     | Iskra Froenze     | 15   | 3  | 0 | 12 | 16:53 | 6    |
| 9.     | Gornjak Leninabad | 15   | 1  | 2 | 12 | 14:46 | 4    |

|  | Geplaatst voor tweede fase groep 1-6 |

### Zone II
VMS Leningrad werd na de dood van Jozef Stalin ontbonden.
| Plaats | Club                         | Wed. | W  | G | V  | Saldo | Ptn. |
| ------ | ---------------------------- | ---- | -- | - | -- | ----- | ---- |
| 1.     | Krasnoje Znamja Ivanovo      | 17   | 10 | 4 | 3  | 27:9  | 24   |
| 2.     | Dinamo Minsk                 | 17   | 9  | 6 | 2  | 25:12 | 24   |
| 3.     | Metalloerg Odessa            | 17   | 6  | 8 | 3  | 20:12 | 20   |
| 4.     | Zenit Kaliningrad            | 17   | 7  | 5 | 5  | 19:18 | 19   |
| 5.     | Daugava Riga                 | 17   | 6  | 5 | 6  | 24:22 | 17   |
| 6.     | Boerevestnik Kisjinev        | 17   | 4  | 8 | 5  | 14:20 | 16   |
| 7.     | Kalev Tallin                 | 17   | 4  | 6 | 7  | 9:19  | 14   |
| 8.     | Spartak Kalinin              | 17   | 4  | 3 | 10 | 20:25 | 11   |
| 9.     | Chimik Moskou                | 9    | 4  | 1 | 4  | 17:13 | 9    |
| 10.    | Krasnaja Zvezda Petrozavodsk | 17   | 2  | 4 | 11 | 15:40 | 8    |

|  | Geplaatst voor tweede fase groep 1-6 |

### Zone III
DO Kiev werd uit de competitie gezet. 
| Plaats | Club                       | Wed. | W  | G | V  | Saldo | Ptn. |
| ------ | -------------------------- | ---- | -- | - | -- | ----- | ---- |
| 1.     | Sjachtjor Stalino          | 14   | 9  | 4 | 1  | 33:9  | 22   |
| 2.     | Torpedo Gorki              | 14   | 10 | 1 | 3  | 38:23 | 21   |
| 3.     | Metalloerg Zaporozje       | 14   | 6  | 3 | 5  | 34:26 | 15   |
| 4.     | Torpedo Stalingrad         | 14   | 7  | 1 | 6  | 25:22 | 15   |
| 5.     | Avangard Tsjeljabinsk      | 14   | 5  | 4 | 5  | 18:22 | 14   |
| 6.     | Krylja Sovetov Molotov     | 14   | 4  | 3 | 7  | 18:29 | 11   |
| 7.     | Avangard Sverdlovsk        | 14   | 3  | 2 | 9  | 19:33 | 8    |
| 8.     | Metalloerg Dnjepropetrovsk | 14   | 2  | 2 | 10 | 14:35 | 6    |

|  | Geplaatst voor tweede fase groep 1-6 |

De toenmalige namen worden weergegeven, voor clubs uit nu onafhankelijke deelrepublieken wordt de Russische schrijfwijze weergegeven zoals destijds gebruikelijk was, de vlaggen van de huidige onafhankelijke staten geven aan uit welke republiek de clubs afkomstig zijn. 

## Tweede fase

### Plaats 1-6
| Plaats | Club                    | Wed. | W | G | V | Saldo | Ptn. |
| ------ | ----------------------- | ---- | - | - | - | ----- | ---- |
| 1.     | Dinamo Minsk            | 5    | 4 | 1 | 0 | 11:1  | 9    |
| 2.     | Torpedo Gorki           | 5    | 3 | 1 | 1 | 9:4   | 7    |
| 3.     | Sjachtjor Stalino       | 5    | 3 | 0 | 2 | 6:5   | 6    |
| 4.     | Krasnoje Znamja Ivanovo | 5    | 2 | 0 | 3 | 6:10  | 4    |
| 5.     | Dinamo Jerevan          | 5    | 0 | 3 | 2 | 2:5   | 3    |
| 6.     | Spartak Tbilisi         | 5    | 0 | 1 | 4 | 1:10  | 1    |

|  | Kampioen |
|  | Promotie |

### Plaats 7-9
| Plaats | Club                 | Wed. | W | G | V | Saldo | Ptn. |
| ------ | -------------------- | ---- | - | - | - | ----- | ---- |
| 7.     | Metalloerg Odessa    | 2    | 2 | 0 | 0 | 5:1   | 4    |
| 8.     | Torpedo Rostov       | 2    | 1 | 0 | 1 | 5:5   | 2    |
| 9.     | Metalloerg Zaporozje | 2    | 0 | 0 | 2 | 5:9   | 0    |

### Plaats 10-12
| Plaats | Club               | Wed. | W | G | V | Saldo | Ptn. |
| ------ | ------------------ | ---- | - | - | - | ----- | ---- |
| 10.    | Zenit Kaliningrad  | 2    | 2 | 0 | 0 | 3:1   | 4    |
| 11.    | Neftjanik Bakoe    | 2    | 1 | 0 | 1 | 3:3   | 2    |
| 12.    | Torpedo Stalingrad | 2    | 0 | 0 | 2 | 3:5   | 0    |

### Plaats 13-15
| Plaats | Club                  | Wed. | W | G | V | Saldo | Ptn. |
| ------ | --------------------- | ---- | - | - | - | ----- | ---- |
| 13.    | Daugava Riga          | 2    | 2 | 0 | 0 | 2:0   | 4    |
| 14.    | Avangard Tsjeljabinsk | 2    | 1 | 0 | 1 | 0:0   | 2    |
| 15.    | Dinamo Alma-Ata       | 2    | 0 | 0 | 2 | 0:2   | 0    |

### Plaats 16-18
| Plaats | Club                   | Wed. | W | G | V | Saldo | Ptn. |
| ------ | ---------------------- | ---- | - | - | - | ----- | ---- |
| 16.    | Boerevestnik Kisjinev  | 2    | 1 | 1 | 0 | 5:2   | 3    |
| 17.    | Krylja Sovetov Molotov | 2    | 1 | 0 | 1 | 2:4   | 3    |
| 18.    | Spartak Asjchabad      | 2    | 0 | 1 | 1 | 1:2   | 1    |

### Plaats 19-21
| Plaats | Club                | Wed. | W | G | V | Saldo | Ptn. |
| ------ | ------------------- | ---- | - | - | - | ----- | ---- |
| 19.    | Avangard Sverdlovsk | 2    | 2 | 0 | 0 | 9:1   | 4    |
| 20.    | Kalev Tallin        | 2    | 1 | 0 | 1 | 2:2   | 2    |
| 21.    | Spartak Tasjkent    | 2    | 0 | 0 | 2 | 1:9   | 0    |

### Plaats 22-24
| Plaats | Club                       | Wed. | W | G | V | Saldo | Ptn. |
| ------ | -------------------------- | ---- | - | - | - | ----- | ---- |
| 22.    | Metalloerg Dnjepropetrovsk | 2    | 2 | 0 | 0 | 5:0   | 4    |
| 23.    | Spartak Kalinin            | 2    | 1 | 0 | 1 | 9:5   | 2    |
| 24.    | Iskra Froenze              | 2    | 0 | 0 | 2 | 2:11  | 0    |

### Plaats 25-27
| Plaats | Club                         | Wed. | W | G | V | Saldo | Ptn. |
| ------ | ---------------------------- | ---- | - | - | - | ----- | ---- |
| 25.    | Chimik Moskou                | 2    | 1 | 1 | 0 | 8:1   | 3    |
| 26.    | Krasnaja Zvezda Petrozavodsk | 2    | 1 | 1 | 0 | 6:2   | 3    |
| 27.    | Gornjak Leninabad            | 2    | 0 | 0 | 2 | 1:12  | 0    |

De toenmalige namen worden weergegeven, voor clubs uit nu onafhankelijke deelrepublieken wordt de Russische schrijfwijze weergegeven zoals destijds gebruikelijk was, de vlaggen van de huidige onafhankelijke staten geven aan uit welke republiek de clubs afkomstig zijn. 

## Kampioen
| Klasse B 1953                    |
| Oekraïense SSR                   |
| -------------------------------- |
| DINAMO MINSK Kampioen (1° titel) |